# Лемузы

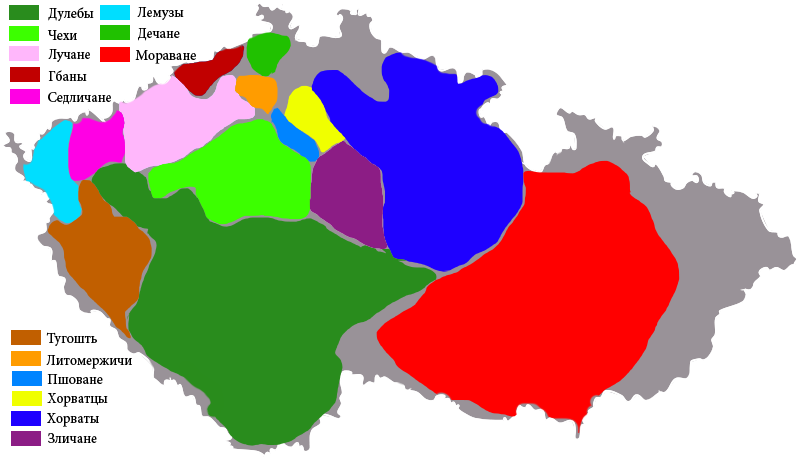
Местоположение средневековых чешских племён в границах современного государства Чехия.

Лемузы — западнославянское чешское племя, которое жило в бассейне Лабы, около города Теплице в предгорьях Рудных гор, которые находятся в Чешской тектонической впадине. В этом же регионе находится деревня Стадице, из которой, согласно легенде из Чешской хроники Козьмы Пражского, происходит Пржемысл пахарь.